# قطاربلاغی
قطاربلاغی، روستایی از توابع بخش دوتپه شهرستان خدابنده در استان زنجان ایران است. این روستا با روستا های پرچین_شهرستانک_جرین_اردلان_گلی_آقچه قیا هم مرز است. از جاهای دیدنی میتوان به کوه قالاجیق(قلعه جوق) کوه قوزی بویوک کورپو اشاره کرد.
بدلیل گذشتن کاروان ها از این روستا و صف کشیدن شتران برای آب خوردن از چشمه ها نام روستا را قطاربلاغی نهادند.

## جمعیت
این روستا در دهستان حومه قرار دارد و براساس سرشماری مرکز آمار ایران در سال ۱۳۸۵، جمعیت آن ۸۷ نفر (۱۶خانوار) بوده‌است.